# Zaid Laaroussi
Zaid Laaroussi (* 1970) ist ein ehemaliger marokkanischer Leichtathlet, der sich auf den Langstreckenlauf spezialisiert hat.

## Sportliche Laufbahn
Erste internationale Erfahrungen sammelte Zaid Laaroussi vermutlich im Jahr 2005, als er bei den Islamic Solidarity Games in Mekka in 2:16:28 h die Goldmedaille im Marathonlauf gewann. Anschließend belegte er bei den Mittelmeerspielen in Almería in 1:07:10 h den achten Platz im Halbmarathon und im Dezember gewann er bei den Spielen der Frankophonie in Niamey in 2:17:18 h die Silbermedaille im Marathon hinter seinem Landsmann Rachid Kisri. Im Jahr darauf wurde er beim Ottawa-Marathon in 2:12:59 h Zweiter und 2009 siegte er in 2:24:08 h bei den Spielen der Frankophonie in Beirut. 2010 beendete er dann seine aktive sportliche Karriere im Alter von 40 Jahren.

## Persönliche Bestzeiten
- Halbmarathon: 1:07:10 h, 2. Juli 2005 in Almería
- Marathon: 2:12:58 h, 18. Januar 2004 in Marrakesch